# Krzymów (gmina)
Krzymów [ˈkʂɨmuf] est une commune rurale de la Voïvodie de Grande-Pologne et du powiat de Konin. Elle compte environ 7 074 habitants en 2006. Elle se situe à environ 12 kilomètres à l'est de Konin et 106 kilomètres à l'est de la capitale régionale Poznań. Elle fait environ 92,68 km2.

## Géographie
| - Plan de la gmina. - Position de la gmina sur la carte du powiat. |